# ستافورد بول
ستافورد بول (بالإنجليزية: Stafford Poole)‏ هو مؤرخ أمريكي، ولد في 6 مارس 1930 في أوكسنارد في الولايات المتحدة.